# Egor Mechoncev
Egor Leonidovič Mechoncev (in russo Егор Леонидович Мехонцев?; Asbest, 11 novembre 1984) è un pugile russo, nelle categorie dei pesi mediomassimi e massimi.

## Biografia
Ha studiato presso la Università Federale degli Urali di Ekaterinburg, nell'Istituto di Educazione Fisica, Sport e Politiche della Gioventù (Institute of Physical Education, Sport and Youth Policy, IPESYP).
Membro della Dynamo Sverdlovsk, era già da adolescente tra i migliori pugili dilettanti russi. Nel 2003 ha partecipato ai Campionati Europei Junior a Varsavia nei pesi medi, vincendo il titolo con una vittoria nella finale contro l'azero Elnur Gadirow.
È allenato dal padre Leonid Mechoncev.

## Carriera pugilistica
Mechoncev ha partecipato ad una edizione dei giochi olimpici (Londra 2012), tre dei campionati del mondo (Mianyang 2005, Milano 2009, Baku 2011) e due degli europei (Liverpool 2008, Mosca 2010).

### Principali incontri disputati
Statistiche aggiornate al 28 agosto 2012.
| Evento    | Edizione       | Categoria             | Trentaduesimi                   | Sedicesimi                           | Ottavi                             | Quarti                                  | Semifinale                              | Finale                                       | Pos. | Note        |
| --------- | -------------- | --------------------- | ------------------------------- | ------------------------------------ | ---------------------------------- | --------------------------------------- | --------------------------------------- | -------------------------------------------- | ---- | ----------- |
| Mondiali  | Mianyang 2005  | Mediomassimi (-81 kg) | Bye                             | John Dovi ( Francia) V 39-18         | István Szucs ( Ungheria) V 30-10   | Utkirbek Haydarov ( Uzbekistan) P 29-39 | non qualificato                         | non qualificato                              | 5º   | [ 1 ]       |
| Europei   | Liverpool 2008 | Massimi (-91 kg)      | N.D.                            | Bye                                  | Nasi Hani ( Macedonia) V RSCI 4    | Stephen Simmons ( Scozia) V 12-1        | Petrișor Gănănău ( Romania) V 5-2       | Tsolak Ananikyan ( Armenia) V 9-2            |      | [ 2 ]       |
| Mondiali  | Milano 2009    | Massimi (-91 kg)      | Stefan Köber ( Germania) V 10-2 | Elchin Alizada ( Azerbaigian) V 10-0 | Clemente Russo ( Italia) V 7-5     | Bahram Muzaffer ( Turchia) V 6-0        | Oleksandr Usyk ( Ucraina) V 14-10       | Osmai Acosta Duarte ( Cuba) V 12-2           |      | [ 3 ] [ 4 ] |
| Europei   | Mosca 2010     | Massimi (-91 kg)      | N.D.                            | Bye                                  | Stefan Köber ( Germania) V 10-2    | Constantin Bejenaru ( Romania) V 10-3   | Denis Poyatsika ( Ucraina) V 8-2        | Tervel Pulev ( Bulgaria) V 10-1              |      | [ 5 ]       |
| Mondiali  | Baku 2011      | Mediomassimi (-81 kg) | Bye                             | Ainar Karlson ( Estonia) V 19-12     | Marcus Browne ( USA) V 14-6        | Oleksandr Hvozdyk ( Ucraina) V 27-21    | Julio César la Cruz ( Cuba) P 15-21     | non qualificato                              |      | [ 6 ]       |
| Olimpiadi | Londra 2012    | Mediomassimi (-81 kg) | N.D.                            | Bye                                  | Damien Hooper ( Australia) V 19-11 | Elshod Rasulov ( Uzbekistan) V 19-15    | Yamaguchi Florentino ( Brasile) V 23-11 | Adil'bek Nijazymbetov ( Kazakistan) V +15-15 |      | [ 7 ]       |